# Périgny, Val-de-Marne
Périgny är en kommun i departementet Val-de-Marne i regionen Île-de-France i norra Frankrike. Kommunen ligger i kantonen Villecresnes som tillhör arrondissementet Créteil. År 2022 hade Périgny 2 744 invånare.

## Befolkningsutveckling
Antalet invånare i kommunen Périgny
| Referens: INSEE |